# Абу-Кебир
А́бу-Кеби́р (араб. أبو كبير‎) — город в Египте, в восточной части дельты Нила, третий по величине город провинции Эш-Шаркия (после городов Заказик и Бильбейс).

## История
Абу-Кебир был основан при Фатимидах. Коренное население города считает себя потомками племени Хазиль, которое перекочевало в данную местность для занятия земледелием.

## Городские кварталы
Основные городские кварталы:
- Харбит
- Эль-Карамус
- Тель-Абу-Ясин

## Административный район
Район Абу-Кебир занимает площадь 1230 км². Район включает в себя 6 сельских общин, к которым относится 27 деревень и 284 мелких поселения.